# Grecja na Letnich Igrzyskach Olimpijskich 1992
Grecję na Letnich Igrzyskach Olimpijskich 1992 reprezentowało 70 zawodników, 56 mężczyzn i 14 kobiet.

## Zdobyte medale
| Medal | Zawodnik      | Dyscyplina           | Konkurencja                       | Rezultat |
| ----- | ------------- | -------------------- | --------------------------------- | -------- |
| Złoto | Wula Patulidu | Lekkoatletyka        | Bieg na 100 m przez płotki kobiet | 12,64 s  |
| Złoto | Piros Dimas   | Podnoszenie ciężarów | Kategoria do 82,5 kg mężczyzn     | 370,0 kg |